# Meunasah Mesjid (Peudada)
Meunasah Mesjid is een bestuurslaag in het regentschap Bireuen van de provincie Atjeh, Indonesië. Meunasah Mesjid telt 233 inwoners (volkstelling 2010).